# Grano (moneta)
Grano (plurale grana, ma, più raramente, anche grani) è il nome di diverse monete coniate nel Regno di Napoli, nel Regno di Sicilia (inclusa Malta) e in Spagna.

## Etimologia
Il termine grani deriva dal latino granum (che spiega il plurale in -a), inteso come peso.

## Storia
La prima moneta con questo nome fu un piccolo pezzo di rame battuto da Ferdinando I di Napoli (1458-1494) a Napoli. Il grano valeva 12 cavalli. Il tarì valeva 20 grana.
Sotto Filippo II fu coniato un grano d'argento dal peso di 0,35 grammi e dal valore di 12 cavalli.
In seguito il grano fu la principale frazione della piastra. Una piastra valeva 120 grana ed un carlino ne valeva 10.
Ebbe molta fortuna non solo nel periodo del vicereame spagnolo, in cui figurava sulle sue facce la Croce di Gerusalemme e la scritta rex Neapolis del sovrano di turno, ma anche durante la prima Repubblica Napoletana che riprodusse sulle facce della moneta il nuovo stemma con le scritte SPQN (Senatum popolusque Neapolis) e dux reip. Neap. in riferimento a Masaniello.

## Napoli
Nel Regno di Napoli, sotto Carlo III (1734-1759), il sistema monetario era organizzato così:
| Piastra | Tarì | Carlino | Grano | Tornese | Cavallo |
| ------- | ---- | ------- | ----- | ------- | ------- |
| 1       | 6    | 12      | 120   | 240     | 1440    |

Era pertanto sovrapponibile al sistema £sd con il tarì al posto della lira, il grano occupava quindi un posto corrispondente a quello del soldo ed il cavallo quello del denaro.
Il tornese e il carlino erano quindi monete intermedie di complemento e la piastra il pezzo grande in argento di valore corrispondente allo scudo, al tallero o alle future 5 lire postunitarie (o piemontesi preunitarie).
Sotto Carlo III non fu coniato il tarì da 20 grana, ma solo il carlino da 10 grana: era d'argento a 900/... e pesava 2 grammi. Anche la moneta da 5 grana era d'argento ed aveva lo stesso titolo e pesava 1 grammo. Furono coniate monete di rame: la "pubblica" da 3 tornesi o 1-½ grano, il grano e le frazioni minori.
Nel 1759 Ferdinando IV subentrò al padre che era diventato re di Spagna. Il sistema monetario rimase quello precedente e fu coniato nuovamente il tarì. Le monete d'argento aumentarono leggermente di peso. Il carlino da 10 grana passò da 2 g a 2,22. Il titolo cambiò in 833/... ma il peso totale del fino salì da 1,8 g a 1,85.
Questa prima monetazione di Ferdinando rimase in vigore fino al 1799. Ne 1799 ci fu la Repubblica Napoletana che emise poche monete tra cui una denominata da 4 tornesi, cioè da 2 grana.
Ferdinando fu restaurato sul suo trono grazie al cardinale Ruffo. Le monetazione riprese secondo lo schema precedente, anche se l'instabilità politica internazionale limitò notevolmente la monetazione d'argento ed escluse quella aurea.
Nel marzo 1806 il trono fu preso dal fratello di Napoleone, Giuseppe Bonaparte, che mantenne il sistema tradizionale del regno.
Anche Gioacchino Murat, che gli successe il 15 luglio 1808, lasciò inizialmente in vigore il sistema ereditato. Coniò una moneta d'argento da 12 carlini e due monete di rame da 3 e 2 grana. Queste due monete furono coniate solo nel 1810. Di ognuna esistono più di 10 varianti. Su entrambe era rappresentato al dritto la testa nuda del re volto a sinistra ed al rovescio il valore tra corone di alloro, ulivo o spighe di grano. Al dritto GIOACCHINO NAPOLEONE RE DELLE DUE SICILIE ed al rovescio PRINCIPE E GRAND'AMMIRAGLIO DI FRANCIA. Le varianti delle legende sono moltissime.
Nel 1811 Gioacchino introdusse la decimalizzazione con la lira delle Due Sicilie.
Con la Restaurazione tornò la vecchia piastra napoletana da 120 grana, anche se le monete da un grano non furono più coniate. Sulle monete coniate, la piastra, la mezza piastra ed il carlino, il valore era comunque indicato in grana.
Nel dicembre 1816 Ferdinando IV riunì i due regni ed ebbe termine il Regno di Napoli.

## Sicilia
Il sistema monetario nel Regno di Sicilia durante la dinastia borbonica era sovrapponibile a quello della Napoli borbonica. Il contenuto in argento e quindi il valore delle monete era però diverso. Il tarì a Napoli conteneva, sotto re Carlo, 3,6 grammi di fino mentre il tarì siciliano pesava 2,5 grammi con un titolo di 908/..., quindi 2,27 grammi di fino. Quindi il tarì di Napoli valeva quasi 1,6 tarì siciliani.
Inoltre in Sicilia il plurale di grano era anche grani. Il grano della Sicilia era diviso in 6 piccioli.
Le monete denominate in grani coniate sotto Carlo furono quelle d'argento da 10 e 5 grani (detto anche cinquina) e quelle in rame da 5, 3, 2, 1 e 1/2 (o 3 piccioli) grana/grani. Le monete, eccetto l'ultima, recavano al dritto intorno la legenda CAR DG SIC REX ed al rovescio su quattro righe era scritto VT / COMMO / DIVS / (data).
Ferdinando, che a Napoli era IV ma in Sicilia era III, usò lo stesso sistema monetario del padre. La Sicilia non fu invasa dai Francesi e quindi non ci furono variazioni sostanziali fino all'unificazione delle due corone nel Regno delle Due Sicilie.
Ferdinando III fece battere le monete da 10, 5, 2 ed 1 grano. L'indicazione del valore in alcuni casi è indicata con la lettera G.  e negli altri con il plurale GRANI.
Con l'unificazione la monetazione separata per la Sicilia ebbe termine con l'eccezione di una breve emissione di Ferdinando II delle Due Sicilie, nipote del precedente, nel 1836: furono coniati monete in rame da DIECI, CINQUE, DUE GRANI SICILIANI, da UN e da MEZZO GRANO SICILIANO. Queste monete in realtà avevano lo stesso valore dei corrispondenti tornesi di Napoli. Le monete furono coniate a Palermo.
Queste furono le ultime monete con questa denominazione coniate nell'isola.

## Due Sicilie
Nel dicembre 1816, Ferdinando riunì i due regni e prese il nuovo titolo di Ferdinando I delle Due Sicilie.
Ci fu quindi la quarta monetazione di questo sovrano. La moneta da un grana non fu più coniata. Furono coniate i multipli d'argento che recavano l'indicazione del valore in grana: la piastra (120 G.), la mezza piastra (60 G.) ed il carlino (10 G.). Per le monete frazionarie furono battuti esclusivamente pezzi denominati in tornesi, che valevano 1/2 grana.
La monetazione fu ripetuta con le stesse modalità anche dai successori. Francesco I fece battere in aggiunta il tarì da 20 grana e Ferdinando II anche la moneta da 5 grana. Per la Sicilia furono coniate monete in grani siciliani che però avevano le stesse dimensioni e valore dei corrispondenti tornesi di Napoli.

## Malta
L'ordine di Malta coniò monete con questo nome dal valore di 6 piccioli.
Sull'isola furono coniate monete di rame in grana dal 1827 al 1913. Valevano 1/13 di penny o 1/3 di farthing.

## Sovrano Militare Ordine di Malta
Il grano è tuttora un sottomultiplo dello scudo maltese, emesso dal Sovrano Militare Ordine di Malta. In particolare viene coniata la moneta da 10 grana.

## Spagna
In Spagna furono coniati pezzi di rame da 1 e 2 grana da Filippo IV (1621-1665). Furono coniate fino al 1825. Durante il XVII e il XVIII secolo furono coniate anche monete d'argento da 5, 8 e 15 grana.